# Step Back in Time: The Definitive Collection
| Recensione | Giudizio |
| ---------- | -------- |
| AllMusic   |          |

Step Back in Time: The Definitive Collection è il quarto greatest hits della cantante australiana Kylie Minogue, pubblicato il 28 giugno 2019.

## Antefatti
Step Back in Time: The Definitive Collection è il quarto greatest hits di Kylie Minogue, dopo Greatest Hits del 1992, Ultimate Kylie del 2004 e The Best of Kylie Minogue del 2012. Prende il nome dalla sua canzone del 1990 Step Back in Time ed è la prima del suo contratto con la BMG.
La cantante ha iniziato ad anticipare la compilation ad aprile 2018, postando foto sui social media di foto tratte dal video musicale di Step Back in Time, insieme ad un countdown sul suo sito ufficiale che sarebbe dovuto terminare il 3 maggio, ma è stato poi anticipato al 2 maggio. Il countdown ha mostrato lo slogan dell’album “Pop Precision Since 1987”.

## Promozione
Per promuovere la compilation, Minogue è apparsa sia al The Zoe Ball Breakfast Show su BBC Radio 2 che al The Graham Norton Show il 3 maggio. Il 3 giugno è stata intervistata da The One Show.

### Singoli
New York City è stato pubblicato come singolo dalla compilation il 3 maggio 2019, debuttando in anteprima su BBC Radio 2 lo stesso giorno. La canzone era una demo registrata per il quattordicesimo album in studio di Minogue, Golden. A causa delle forti richieste dei fan e dell’acclamo dei critici, la canzone è stata successivamente completata e pubblicata l'anno seguente.

### Tour
Minogue ha intrapreso il suo tour Summer 2019 per promuovere l'album, e consiste di 15 spettacoli in tutta Europa. Il tour include la sua esibizione al Glastonbury Festival 2019.

## Tracce

### CD 1
1. Can't Get You Out of My Head – 3:50 (Cathy Dennis, Rob Davis)
2. Spinning Around – 3:27 (Ira Shickman, Osborne Bingham, Kara DioGuardi, Paula Abdul)
3. Love at First Sight – 3:58 (Kylie Minogue, Richard Stannard, Julian Gallagher, Ash Howes, Martin Harrington)
4. Dancing – 2:58 (Kylie Minogue, Nathan Chapman, Steve McEwan)
5. In Your Eyes – 3:17 (Kylie Minogue, Richard Stannard, Julian Gallagher, Ash Howes)
6. Slow – 3:13 (Kylie Minogue, Dan Carey, Emilíana Torrini)
7. All the Lovers – 3:20 (Jim Eliot, Mima Stilwell)
8. I Believe in You – 3:20 (Kylie Minogue, Jake Shears, Scott Hoffman)
9. In My Arms – 3:31 (Kylie Minogue, Paul Harris, Richard Stannard)
10. On a Night like This – 3:32 (Steve Torch, Graham Stack, Mark Taylor, Brian Rawling)
11. Your Disco Needs You – 3:32 (Kylie Minogue, Robbie Williams, Guy Chambers)
12. Please Stay – 4:05 (Kylie Minogue, Richard Stannard, Julian Gallagher, John Themis)
13. 2 Hearts – 2:53 (Jim Eliot, Mima Stilwell)
14. Red Blooded Woman – 4:20 (Karen Poole, Johnny Douglas)
15. The One – 4:04 (Kylie Minogue, James Wiltshire, Russell Small, John Andersson, Johan Emmothm, Emma Holmgren)
16. Come into My World – 4:06 (Cathy Dennis, Rob Davis)
17. Wow – 3:12 (Kylie Minogue, Greg Kurstin, Karen Poole)
18. Get Outta My Way – 3:39 (Mich Hansen, Lucas Secon, Damon Sharpe, Peter Wallevik, Daniel Davidsen)
19. Timebomb – 2:57 (Karen Poole, Matt Schwartz)
20. Kids (feat. Robbie Williams) – 4:20 (Guy Chambers, Robbie Williams)
21. Stop Me from Falling – 3:01 (Kylie Minogue, Sky Adams, Steve McEwan, Danny Shah)
22. New York City – 3:20 (Kylie Minogue, Daniel Stein, Karen Poole, Myles MacInnes)

### CD 2
1. Step Back in Time – 3:05 (Mike Stock, Matt Aitken, Pete Waterman)
2. Better the Devil You Know – 3:52 (Mike Stock, Matt Aitken, Pete Waterman)
3. Hand on Your Heart – 3:50 (Mike Stock, Matt Aitken, Pete Waterman)
4. Wouldn't Change a Thing – 3:12 (Mike Stock, Matt Aitken, Pete Waterman)
5. Shocked (DNA 7" mix) – 3:08 (Pauline Bennett, Mike Stock, Matt Aitken, Pete Waterman)
6. Especially for You – 3:58 (Mike Stock, Matt Aitken, Pete Waterman)
7. I Should Be So Lucky – 3:22 (Mike Stock, Matt Aitken, Pete Waterman)
8. Celebration – 3:57 (Donna Johnson, Claydes Charles Smith, Earl Eugene Toon Jr., James "J.T." Taylor, Ronald Nathan Bell, George Melvin Brown, Dennis Ronald Thomas, Eumir Deodato, Robert Spike Mickens, Robert Earl Bell)
9. The Loco-Motion – 3:13 (Carole King, Gerry Goffin)
10. Give Me Just a Little More Time – 3:06 (Edythe Wayne, Ron Dunbar)
11. Never Too Late – 3:20 (Mike Stock, Matt Aitken, Pete Waterman)
12. Got to Be Certain – 3:20 (Mike Stock, Matt Aitken, Pete Waterman)
13. Tears on My Pillow – 2:28 (Sylvester Bradford, Al Lewis)
14. Je Ne Sais Pas Pourquoi – 4:02 (Mike Stock, Matt Aitken, Pete Waterman)
15. What Kind of Fool (Heard All That Before) – 3:44 (Mike Stock, Kylie Minogue, Pete Waterman)
16. What Do I Have to Do – 3:34 (Mike Stock, Matt Aitken, Pete Waterman)
17. Confide in Me – 4:26 (Steve Anderson, Dave Seaman, Owain Barton)
18. Breathe – 3:40 (Kylie Minogue, David Ball, Ingo Vauk)
19. Put Yourself in My Place – 4:13 (Jimmy Harry)
20. Where the Wild Roses Grow – 3:57 (Nick Cave)

### CD 3 (expanded edition)
1. Into the Blue – 4:10 (Kelly Sheehan, Mike Del Rio, Jacob Kasher Hindlin)
2. I Was Gonna Cancel – 3:32 (Pharrell Williams)
3. Chocolate – 4:02 (Karen Poole, Johnny Douglas)
4. Did It Again – 3:45 (Kylie Minogue, Steve Anderson, Dave Seaman)
5. Some Kind of Bliss – 3:34 (Kylie Minogue, James Dean Bradfield, Sean Moore)
6. Word Is Out – 3:35 (Mike Stock, Pete Waterman)
7. If You Were with Me Now (feat. Keith Washington) – 3:10 (Kylie Minogue, Mike Stock, Pete Waterman, Keith Washington)
8. It's No Secret – 3:57 (Kylie Minogue, Mike Stock, Pete Waterman)

Disc three F9 megamix
1. Step Back in Time (section) – 0:18 (Mike Stock, Matt Aitken, Pete Waterman)
2. I Should Be So Lucky – 2:08 (Mike Stock, Matt Aitken, Pete Waterman)
3. What Do I Have to Do – 2:15 (Mike Stock, Matt Aitken, Pete Waterman)
4. Hand on Your Heart – 2:30 (Mike Stock, Matt Aitken, Pete Waterman)
5. Better the Devil You Know – 1:38 (Mike Stock, Matt Aitken, Pete Waterman)
6. Shocked (DNA mix) – 2:13 (Pauline Bennett, Mike Stock, Matt Aitken, Pete Waterman)
7. Step Back in Time – 2:21 (Mike Stock, Matt Aitken, Pete Waterman)
8. Confide in Me – 2:21 (Steve Anderson, Dave Seaman, Owain Barton)
9. On a Night like This – 2:40 (Steve Torch, Graham Stack, Mark Taylor, Brian Rawling)
10. Your Disco Needs You – 3:31 (Kylie Minogue, Robbie Williams, Guy Chambers)
11. Spinning Around – 2:24 (Ira Shickman, Osborne Bingham, Kara DioGuardi, Paula Abdul)
12. Love at First Sight – 2:52 (Kylie Minogue, Richard Stannard, Julian Gallagher, Ash Howes, Martin Harrington)
13. Can't Get Blue Monday Out of My Head – 3:46 (Cathy Dennis, Rob Davis, Peter Hook, Bernard Sumner, Gillian Gilbert, Stephen Morris)
14. The One (instrumental) – 0:14 (Kylie Minogue, James Wiltshire, Russell Small, John Andersson, Johan Emmothm, Emma Holmgren)
15. Slow (acapella) – 1:18 (Kylie Minogue, Dan Carey, Emilíana Torrini)
16. The One – 1:34 (Kylie Minogue, James Wiltshire, Russell Small, John Andersson, Johan Emmothm, Emma Holmgren)
17. All the Lovers – 3:16 (Jim Eliot, Mima Stilwell)
18. Dancing – 3:00 (Kylie Minogue, Nathan Chapman, Steve McEwan)

## Successo commerciale
La compilation ha debuttato in vetta alla classifica australiana, diventando la sua sesta numero uno. Ha esordito in cima anche nella classifica del paese riguardante gli artisti e i vinili, facendo diventare l’artista la prima ad essere al primo posto in tutte e tre le classifiche.
Anche nella classifica britannica, la compilation ha debuttato in prima posizione con 31,980 unità, di cui 25,992 copie digitali, incluse 5,682 vendite ricavate dai vinili. È diventata la settima numero uno della cantante, facendola diventare la seconda con più album in vetta a questa classifica. Ha inoltre debuttato alla prima posizione della classifica dei vinili ed è stata la cassetta più venduta della settimana. Nella classifica irlandese ha debuttato al quarto posto, diventando la più alta nuova entrata quella settimana.

## Classifiche
| Classifica (2019)         | Posizione massima |
| ------------------------- | ----------------- |
| Australia                 | 1                 |
| Austria                   | 21                |
| Belgio (Fiandre)          | 4                 |
| Belgio (Vallonia)         | 9                 |
| Francia                   | 25                |
| Germania                  | 15                |
| Italia                    | 32                |
| Nuova Zelanda             | 27                |
| Paesi Bassi               | 18                |
| Polonia                   | 41                |
| Portogallo                | 40                |
| Regno Unito               | 1                 |
| Scozia                    | 1                 |
| Spagna                    | 5                 |
| Stati Uniti               | 32                |
| Stati Uniti (independent) | 8                 |
| Svizzera                  | 11                |